# Susi Müller
Susanna Katharina „Susi“ Müller (* 28. Juni 1963 in Karlsruhe) ist eine deutsche Moderatorin und Sprecherin. Sie wurde als Off-Stimme der Fernsehsendung Herzblatt bekannt und in den Medien als „erotischste Stimme Deutschlands“ bezeichnet.

## Leben
Susi Müller wuchs in Baden-Baden auf. Nach einem klassischen Gesangsstudium arbeitete sie zunächst in einer Musikredaktion des Südwestfunks. Die Redakteure wurden auf ihre „entspannte, relativ tiefe Sprechstimme mit hohem Hauch- und Flüsteranteil“ aufmerksam. Susi Müller trat daraufhin als Sprecherin in der SWF3-Sendung Music Hall auf, und in den Tagesthemen, im Stern und dem Spiegel erschienen erste Reportagen über die Stimme.
Rudi Carrell engagierte Müller 1987 für seine neue Flirt-Show Herzblatt. Bis 2005 fasste sie in fast allen Sendungen als Stimme aus dem Hintergrund die Antworten der Kandidaten zusammen. Zudem trat sie als Moderatorin verschiedener Fernsehsendungen auch vor der Kamera auf und war weiterhin als Hörfunkmoderatorin sowie Hörspiel- und Synchronsprecherin tätig. Seit dem Ende der Sendung Herzblatt gibt sie in der Edition SusiTheVoice eigene Hörbücher heraus. Von Juli 2016 bis Februar 2021 war sie Stationvoice bei Sat.1 Gold. Beim dortigen Sender war sie zudem von Oktober bis Dezember 2016 bei der Herzblatt-Neuauflage Herz sucht Liebe zu hören.
Sie hat einen Sohn und lebt seit 1990 in Hamburg.